# Seznam narodnih herojev Jugoslavije (tuji državljani)
Seznam narodnih herojev Jugoslavije, ki so bili tuji državljani.

## Seznam
- Sergej Semjonovič Birjuzov, Sovjetska zveza
- Ivan Antonovič Bulkin, Sovjetska zveza
- Andrej Nikiforovič Vitruk, Sovjetska zveza
- Pavel Ignatijevič Dmitrijenko, Sovjetska zveza
- Vladimir Ivanovič Ždanov, Sovjetska zveza
- Mihail Žimjerski, Poljska
- Pavel Nikitovič Jakimov, Sovjetska zveza
- Boris Tihonovič Kalinkin, Sovjetska zveza
- Semjon Antonovič Kozak, Sovjetska zveza
- Ivan Nikiforovič Konstantinov, Sovjetska zveza
- Luiđi Longo, Italija
- Rodion Jakovljevič Malinovski, Sovjetska zveza
- Aleksandar Teopanovič Managadze, Sovjetska zveza
- Grigorij Nikolajevič Ohrimenko, Sovjetska zveza
- Ludvik Svoboda, Češkoslovaška
- Vladimir Aleksandrovič Sudec, Sovjetska zveza
- Fjodor Ivanovič Tolbuhin, Sovjetska zveza
- Vasilj Andrejevič Ulisko, Sovjetska zveza
- Aleksandar Sergejevič Šornikov, Sovjetska zveza